# Thalassiodracon
Thalassiodracon fou un petit plesiosaure que visqué del Triàsic superior al Juràssic inferior a Europa.
L'animal és conegut per un nombre d'esquelets complets (holotip: BMNH 2018) trobats per Thomas Hawins a Somerset, Anglaterra.